# Beriu
Beriu là một xã thuộc hạt Hunedoara, România. Dân số thời điểm năm 2002 là 3357 người.